# Mosquée Fethiye (Naupacte)
Ne doit pas être confondue avec la mosquée Fethiye d'Athènes.
La mosquée Fethiye (en turc : Fethiye Camii, « mosquée de la conquête », en grec moderne : Φετιχιέ τζαμί / Fetichié tzamí) est un édifice ottoman situé dans la ville grecque de Naupacte, en Grèce-Occidentale. Le monument fut érigé à l'est du port sur ordre du sultan Bayezid II peu de temps après la prise de la ville par les Ottomans en 1499. Désaffecté au culte après l'indépendance grecque, l'édifice fut restauré en 2001. Il sert désormais occasionnellement de lieu d'exposition.

## Histoire
Le 28 août 1499, l'armée ottomane prit possession de Naupacte au détriment des Vénitiens. Selon Evliya Çelebi, le sultan Bayezid II ordonna peu de temps après l'érection d'une mosquée célébrant cette victoire, probablement en 1499 ou en 1500. Le nouvel édifice fut malheureusement détruit par un tremblement de terre en 1510.
Vraisemblablement au cours de la seconde occupation vénitienne de la fin du XVIIe siècle, le porche intérieur et extérieur initial fut remplacé par un bâtiment rectangulaire entièrement fermé, utilisé comme entrepôt de sel au moins jusqu'à la fin du XIXe siècle,.
Désaffecté au culte après le rattachement de Naupacte à la Grèce en 1829, le lieu fut acheté dans les années 1970 par le ministère de la Culture auprès de la Banque nationale de Grèce et servit d'entrepôt pour les découvertes archéologiques de la région jusqu'en 1998,. Restauré entre 1999 et 2001 par la 8e Éphorie des antiquités byzantines, l'édifice fonctionne aujourd'hui comme un espace temporaire d'exposition, durant la période estivale. Le reste de l'année, il est accessible à la visite sur demande.

## Architecture
La mosquée Fethiye présente une salle de prière carrée d'environ 9,13 m de côté, surmonté d'un dôme octogonal sur trompes de 8,65 m de diamètre percé de quatre fenêtres,. Un vestibule au toit à pignon de bois, de construction ultérieure, est séparé de la salle principale par trois arcs reposant sur deux colonnes. Une porte dans l'angle sud-ouest du vestibule, accolée aux murs de la salle de prière, permet d'accéder au minaret à douze facettes dont il ne subsiste que la base en appareil cloisonné,. Un mihrab dépourvu d'ornementation occupe la façade sud. La décoration peinte est limitée au centre de la coupole sous forme de motifs floraux. Le pavage, redécouvert lors des travaux de restauration à 1,20 m en dessous du niveau de la rue, est formé de carreaux en terre cuite. Au nord-ouest de la mosquée, les vestiges d'une fontaine ottomane de 3,12 × 3,30 m et surmontée d'un dôme sont observables,,.

## Galerie

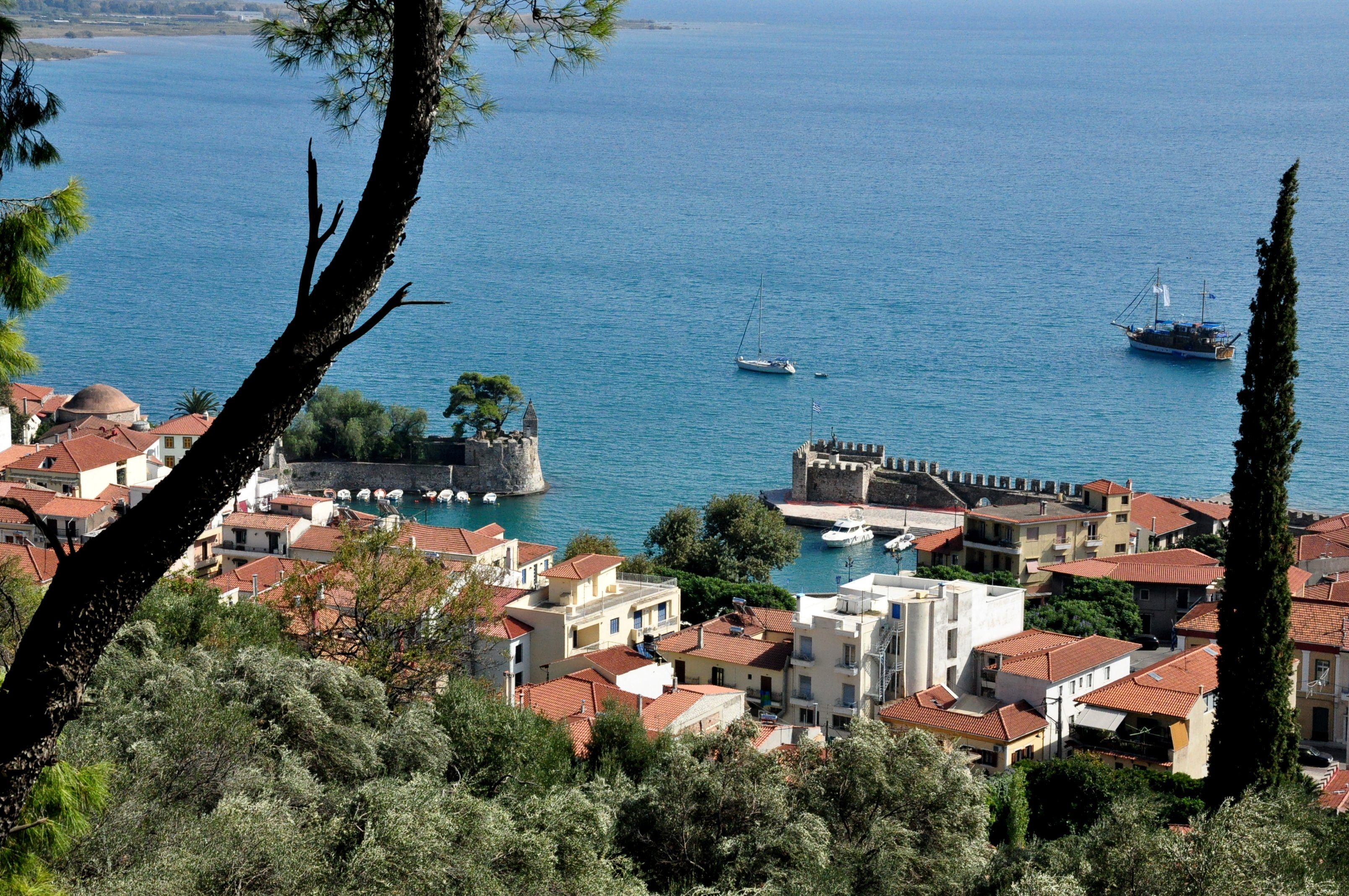
Vue de la mosquée à gauche depuis le château.
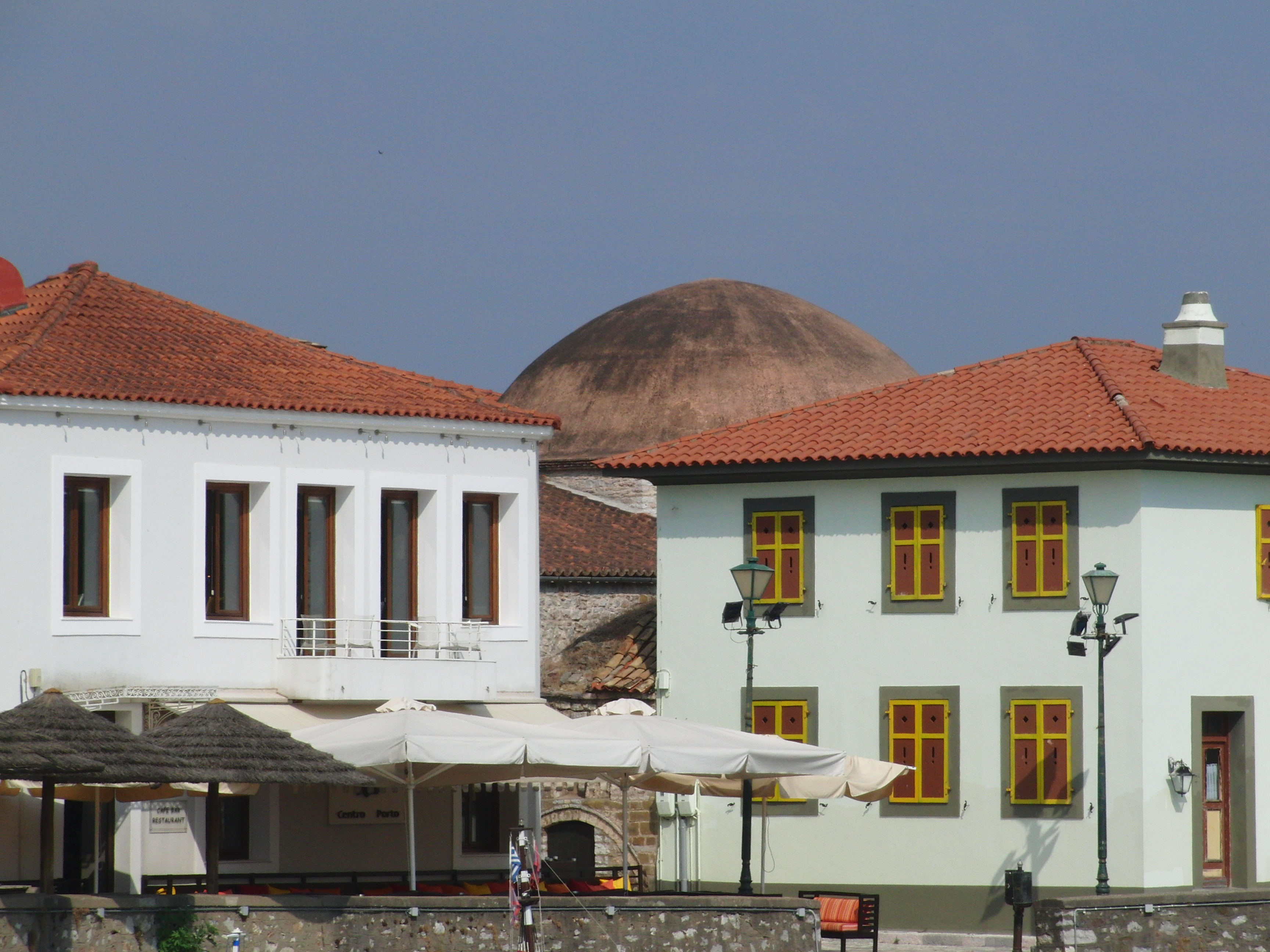
Vue depuis le port.
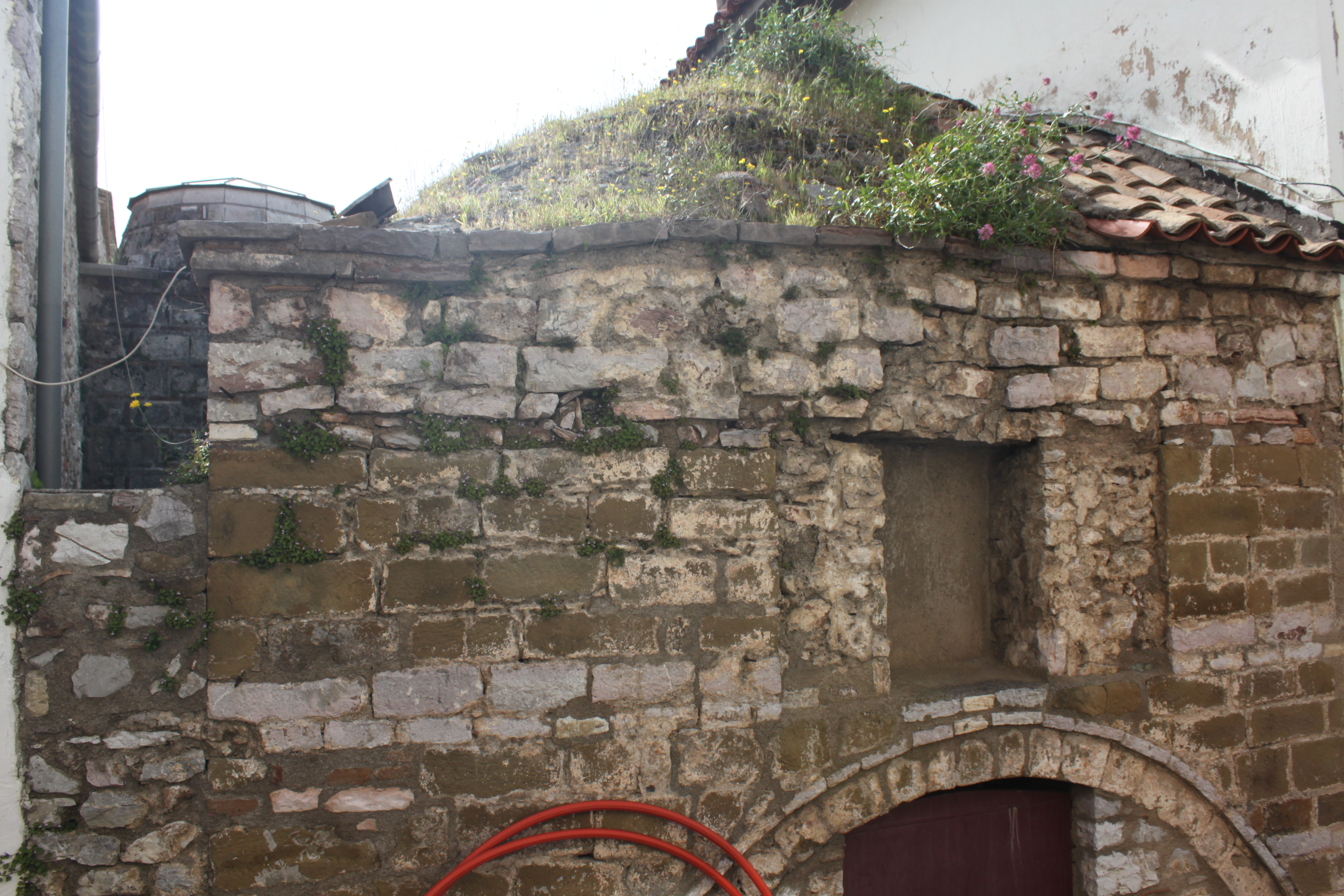
Vestiges de la fontaine et de la base du minaret (gauche).